# مونداویو
مونداویو (به ایتالیایی: Mondavio) یک کومونه در ایتالیا است که در استان پزارو و اوربینو واقع شده‌است.

## خصوصیات
مونداویو ۲۹٫۵ کیلومترمربع مساحت و ۳٬۸۱۰ نفر جمعیت دارد و ۲۸۰ متر بالاتر از سطح دریا واقع شده‌است.

## خواهرخوانده
شهرهای Fontenay-Trésigny و بیلاسسار د دالت خواهرخوانده‌های مونداویو هستند.